# Edikt z Nemours
Edikt z Nemours (francouzsky édit de Nemours) je edikt francouzského krále Jindřicha III., ve kterém odvolal všechny dosavadní toleranční patenty, které existovaly ve prospěch hugenotů. Edikt byl vydán ve městě Nemours dne 7. července 1585.

## Okolnosti
Dne 10. června 1584 zemřel vévoda z Anjou, François d'Alençon. Jindřich III. byl bezdětný a nezdálo se, že nějaké děti mít bude. Jeho legitimním nástupcem se tak stal vůdce protestantské strany a jeho švagr Jindřich Navarrský. Katolíci v žádném případě nechtěli protestantského vládce, u kterého panovalo nebezpečí, že své náboženství vyhlásí pro celé království. Usilovali proto o přijetí nových podmínek pro nástupnictví na trůnu, aby pretendenty mohli být jen katolíci. Na jaře 1585 ovládla katolická liga mnoho francouzských měst. Jindřich III. se snažil omezit její vliv a proto vydal 7. července 1585 nový edikt, který ho ale nutil ke střetu s navarrským králem.

## Obsah
Jindřich III. ediktem odvolává všechny předchozí královské toleranční patenty, čímž jsou ve Francii zakázány protestantské bohoslužby. Protestanti buď musejí konvertovat nebo odejít ze země. Protestantští ministři musejí opustit království bez odkladu pod trestem smrti. Králův švagr Jindřich III. Navarrský a princ Condé jsou prohlášeni za nevhodné pro nástupnictví na francouzský trůn.

## Následky
Tento výnos vyvolal osmou náboženskou válku, která trvala až do roku 1598, kdy byl vydán Nantský edikt.